# Тимцуник, Леонид Фёдорович
Леонид Фёдорович Тимцуник (род. 2 августа 1953, Джанкой, Крымская область) — советский и российский актёр театра и кино, театральный деятель, Заслуженный артист РФ (1994).

## Биография
Леонид Тимцуник родился 2 августа 1953 года в Джанкое.
В 1980 году окончил ЛГИТМИК (курс К. Черноземова).
Работал в театре «Лицедеи», в Ленинградском театре миниатюр п/р А. Райкина. Во многих миниатюрах был партнером А. Райкина.
В Ленинградском театре имени Ленинского комсомола был режиссёром по пластике и сыграл главную роль (Жан Батист Дебюро) в спектакле «Дети райка».
Работал (с 1987 года) в театре «Сатирикон», где играл в спектаклях: «Трехгрошовая опера» (Уолтер-Плакучая Ива), «Гамлет» (Корнелий, Актёр-король).
Как режиссёр по пластике работал над спектаклями: «Карамазовы и ад», «Мамапапасынсобака» (Театр «Современник»), «Превращение», «Трехгрошовая опера» и «Гамлет» (Театр «Сатирикон»), «Фауст» и «Таис» (Театр «Луны»); «№ 13», «№ 13D», «Белый кролик», «Вечность и ещё один день», «Пышка», «Тартюф», «Дом», «Яйцо», «Васса Железнова», «Семейные сцены» (МХТ им. А. П. Чехова), «Слишком женатый таксист» (Театр сатиры).
Впервые начал сниматься в кино в 1985 году, когда ему поручили роль шефа гестапо в боевике «Противостояние» Семена Арановича. В 2003 году поступило приглашение от Эльдара Рязанова в водевиль по пьесе французского драматурга Ж. Фейдо «Ключ от спальни». Знаковый фильм Леонида Тимцуника — «Хоккейные игры» (2012), в котором он воспроизвел образ хоккейного тренера Всеволода Боброва.
За 25 лет артист снялся в более чем 100 кинокартинах и телесериалов. Много работает в жанре пантомимы как постановщик и исполнитель. Владеет боевыми искусствами.
В 2014 году был удостоен премии Олега Табакова «За умение выражать трагическое в комедии только с помощью пластики тела» (спектакль МХТ «№ 13D»).
В театре им. М. Н. Ермоловой является хореографом спектакля «Одесса 913» и режиссёром по пластике спектакля «Полёты с ангелом. Шагал».
Заслуженный артист РФ (1994).

## Творчество

### Роли в театре
Ленинградский театр им. Ленинского комсомола
- «Дети райка» — Жан-Батист Дебюро

Театр «Сатирикон»
- «Трехгрошовая опера» Б. Брехта — Уолтер-Плакучая Ива
- «Гамлет» У. Шекспира — Корнелий, Актёр-король

Московский художественный театр им. А. П. Чехова
- 2001 — «№ 13» Р. Куни (реж. В. Машков) — Тело мужское средних лет[2]
- 2009 — «Киже» Ю. Тынянова (реж. К. Серебренников) — Аракчеев
- 2010 — «Васса Железнова» М. Горького (реж. Л. Эренбург) — Сергей Железнов
- 2012 — «Преступление и наказание» по мотивам романа Ф. М. Достоевского (реж. Л. Эренбург) — Мещанин
- 2012 — «Прошлым летом в Чулимске» А. Вампилова (реж. С. Пускепалис) — Дергачёв
- 2013 — «Круги / Сочинения» Ж. Помра (реж. Б. Жак-Важман) — Слуга, Монах, Сетевой продавец, Бомж, Полковник, Муж кормилицы

Театр Наций
- Живой Т. — Сергей Абрезков; судья
- Любовницы — Папа Паулы, Папа Хайнца
- Мастер и Маргарита — Редактор; Профессор Стравинский; Секретарь Понтия Пилата; Азазелло; Литераторы, горожане, пассажиры трамвая, санитары и медсестры, зрители «Варьете», гости бала, разбойники, милиционеры, официанты и другие
- Сказка про последнего ангела — Старик
- Сказки Пушкина — Кот ученый, Стражник, Еж

СПЕКТАКЛИ (ПОСТАНОВОЧНАЯ ГРУППА):
- Мастер и Маргарита — Консультант по пластике
- Театр чудес — Режиссёр по пантомиме

### Фильмография
| Год  |   | Название                                                      | Роль                                                                    |
| ---- | - | ------------------------------------------------------------- | ----------------------------------------------------------------------- |
| 1985 | с | Противостояние                                                | сотрудник гестапо                                                       |
| 2002 | с | Восьмидесятые                                                 | Имя персонажа не указано                                                |
| 2002 | с | По ту сторону волков                                          | "Маугли"                                                                |
| 2003 | ф | Превращение                                                   | хозяин магазина                                                         |
| 2003 | с | Возвращение Мухтара-1 (9-я серия: Талисман)                   | маг                                                                     |
| 2003 | с | Замыслил я побег                                              | Викентьев, нач. отд. обесп. космонавтов                                 |
| 2003 | ф | Ключ от спальни                                               | Тургин, дантист                                                         |
| 2003 | ф | №13 (фильм-спектакль)                                         | Тело мужское, средних лет                                               |
| 2004 | с | Боец                                                          | «Живописец», зэк                                                        |
| 2004 | с | Игра на выбывание                                             | Лысый, координатор операций                                             |
| 2004 | с | Курсанты                                                      | Додин, начхим                                                           |
| 2004 | с | Слепой                                                        | "Боцман", бандит                                                        |
| 2004 | с | Смерть Таирова                                                | молчаливый актёр / Гофман                                               |
| 2004 | с | Странствия и невероятные приключения одной любви              | Боря, помощник детектива                                                |
| 2004 | с | Ундина-2. На гребне волны                                     | врач-психиатр                                                           |
| 2005 | ф | Garpastum                                                     | эпизод                                                                  |
| 2005 | с | КГБ в смокинге                                                | майор Пржесмицкий                                                       |
| 2005 | с | Любовь моя (15-я серия: Судный день)                          | судья                                                                   |
| 2005 | с | Подкидной                                                     | полковник Красихин                                                      |
| 2006 | ф | Точка                                                         | клиент                                                                  |
| 2006 | ф | Андерсен. Жизнь без любви                                     | полковник Гульдберг, герцог Ольденбургский                              |
| 2006 | с | Бесы                                                          | Блюм                                                                    |
| 2006 | с | Ваша честь (9-я серия)                                        | Савва Борисович Матвейчук, продюсер певца Корнелия                      |
| 2006 | с | Молодой Волкодав                                              | Церегат                                                                 |
| 2006 | с | О любви и прочих неприятностях                                | Хромов — главная роль                                                   |
| 2006 | ф | Снежная королева                                              | Карл Шумахер                                                            |
| 2006 | с | Сталин. Live                                                  | Имя персонажа не указано                                                |
| 2007 | с | Гастролер                                                     | охранник                                                                |
| 2007 | ф | Ка-де-бо (не был завершен)                                    | Имя персонажа не указано                                                |
| 2007 | с | Маршрут                                                       | начальник МЧС                                                           |
| 2007 | с | Оплачено смертью (Фильм №1: Сад земных наслаждений)           | брат Гуго                                                               |
| 2007 | с | Полонез Кречинского                                           | учитель танцев                                                          |
| 2007 | с | Секунда до... (Россия, Украина)                               | Ангел-эвакуатор                                                         |
| 2007 | с | Формула стихии                                                | Первый                                                                  |
| 2008 | с | Афганский призрак                                             | дознаватель                                                             |
| 2008 | ф | Господа офицеры: Спасти императора                            | Гремин                                                                  |
| 2008 | с | Защита                                                        | табельщик (нет в титрах)                                                |
| 2008 | с | Знахарь                                                       | Алексей Студёный                                                        |
| 2008 | ф | Любовь-морковь 2                                              | владелец питомника                                                      |
| 2008 | с | Петровка, 38. Команда Петровского                             | Буслаев, генерал                                                        |
| 2008 | с | Шпионские игры (фильм 11: Побег)                              | майор Карасев                                                           |
| 2008 | с | Я не я                                                        | психиатр в психбольнице                                                 |
| 2009 | с | Большая нефть                                                 | Яков Петрович Федотов                                                   |
| 2009 | с | Дом на Озёрной                                                | Миронов, полковник                                                      |
| 2009 | с | Земля обетованная от Иосифа Сталина (документальный)          | Бен Гурион                                                              |
| 2009 | с | Логово Змея                                                   | Белобрысый                                                              |
| 2009 | с | Паутина-3 (Фильм №1: Ваш выход, маэстро)                      | Маэстро, криминальный авторитет                                         |
| 2009 | с | Петровка, 38. Команда Семенова                                | Степан Буслаев, генерал                                                 |
| 2009 | с | Победный ветер, ясный день                                    | Александр Васечкин, зам. Сиверса, старший лейтенант                     |
| 2009 | с | Предел желаний                                                | Эдуард Викторович Седов, "Седой" — главная роль, криминальный авторитет |
| 2009 | с | Хозяйка тайги (фильм 4: Дельта)                               | Егор, браконьер                                                         |
| 2010 | с | Адвокат-7 (Фильм №10): Большая медведица                      | Евгений Петрович Дубинин                                                |
| 2010 | с | Гаражи (8-я серия): Личный шофер                              | Руфимов                                                                 |
| 2010 | с | Грозное время                                                 | посланник Курбского                                                     |
| 2010 | с | Зоя                                                           | Коноплёв, актёр, играющий в фильме белого офицера (нет в титрах)        |
| 2010 | ф | Москва, я люблю тебя! (киноальманах) (Объект № 1)             | опытный высотник — главная роль                                         |
| 2010 | с | Откричат журавли                                              | подполковник Самсонов, проверяющий                                      |
| 2010 | с | Преступление будет раскрыто-2 (13-я серия: Творческий подход) | Ворн, экстрасенс, конкурент Сурепкина                                   |
| 2010 | с | Раскрутка                                                     | Безмен, бандит                                                          |
| 2010 | с | Супруги (41-я серия: Старший класс)                           | Арсений Степанович Королев, учитель физики                              |
| 2011 | с | Всё к лучшему (9-я серия: Третий глаз)                        | Быстров                                                                 |
| 2011 | с | Дикий-2                                                       | археолог                                                                |
| 2011 | с | Жуков (55-я серия: Железный фактор)                           | Иван Степанович Конев, советский полководец, Маршал Советского Союза    |
| 2011 | с | Москва. Три вокзала (8-я серия: Око за око)                   | Олег Владимирович Щучко                                                 |
| 2011 | с | Объект 11                                                     | Сергей Петров ("Питон"), киллер                                         |
| 2011 | с | Огуречная любовь                                              | Матвей Пастухов                                                         |
| 2011 | ф | О нём                                                         | Леопольд, преследователь                                                |
| 2011 | с | Сёмин. Возмездие                                              | Копперфильд, человек Савла                                              |
| 2011 | с | СМЕРШ. Легенда для предателя                                  | конвоир                                                                 |
| 2011 | с | Уральская кружевница                                          | частный детектив                                                        |
| 2011 | с | Чужие крылья                                                  | Корнеев, начальник штаба фронта                                         |
| 2012 | с | Дорога на остров Пасхи                                        | Пётр Сергеевич Краснов, подполковник полиции                            |
| 2012 | с | На прицеле (Серия "Пустышка для миллионера")                  | Савельев                                                                |
| 2012 | с | Одинокий волк                                                 | Середа подполковник, начальник оперативно-розыскного отдела             |
| 2012 | с | Тройная жизнь                                                 | следователь                                                             |
| 2012 | ф | Хоккейные игры                                                | Всеволод Бобров — главная роль                                          |
| 2012 | с | Шаповалов (9-я серия: Взрослые детки)                         | Леонид Николаевич Луганский, владелец сети оружейных магазинов          |
| 2013 | с | Балабол (Фильм №8: Обида)                                     | Вадим Георгиевич Заславский, "липовый" адвокат                          |
| 2013 | с | Вангелия                                                      | фон Дидерикс                                                            |
| 2013 | с | Курьерский особой важности                                    | полковник контрразведки                                                 |
| 2013 | с | Ледников (Фильм №4: Ангел смерти)                             | Владислав Николаевич Дедов, начальник отдела по борьбе с наркотиками    |
| 2013 | с | Майор полиции                                                 | Эдуард Игоревич Красовский, советник мэра                               |
| 2013 | с | Пятая стража (2 сезон, 113-я серия: Поезд смерти)             | отец Виктора                                                            |
| 2013 | с | Розыск-2                                                      | Яков Ильич Блинцов, полковник                                           |
| 2013 | ф | Собачий рай                                                   | Салтанов                                                                |
| 2013 | ф | Трудно быть Богом (История арканарской резни)                 | Арима                                                                   |
| 2013 | с | Умельцы                                                       | полковник Крупнянский                                                   |
| 2013 | с | Шерлок Холмс (Фильм №4: Любовницы лорда Маулбрея)             | Гилберт Рой                                                             |
| 2014 | с | Екатерина                                                     | Ланге                                                                   |
| 2014 | с | Розыск-3                                                      | Яков Ильич Блинцов, полковник                                           |
| 2014 | ф | Солнечный удар                                                | Врангель                                                                |
| 2015 | с | Восьмидесятые (5 сезон)                                       | Игорь Эмильевич Якобсон, акушер                                         |
| 2015 | с | Выжить после-3                                                | Дед                                                                     |
| 2015 | ф | Главный                                                       | Александр Яковлев                                                       |
| 2015 | с | И я там был                                                   | Имя персонажа не указано                                                |
| 2015 | с | Полное превращение                                            | профессор                                                               |
| 2016 | с | Беглые родственники                                           | Леонид Альбертович, мошенник                                            |
| 2016 | с | Вышибала                                                      | Георгий Лобанов, начальник службы безопасности Регунова                 |
| 2016 | ф | Жили-были мы                                                  | немец-распорядитель                                                     |
| 2016 | с | Казаки                                                        | Удав                                                                    |
| 2017 | с | Демон революции                                               | Имя персонажа не указано                                                |
| 2017 | с | Следствие любви                                               | Ковалёв                                                                 |
| 2018 | с | Всё или ничего                                                | следователь                                                             |
| 2018 | с | Годунов (Фильм №1)                                            | Трифон Патрикеев, сокольничий                                           |
| 2018 | с | Мельник                                                       | Сергей Скиданов (Колыма), вор в законе                                  |
| 2018 | с | Мосгаз (Дело № 5: Операция «Сатана»)                          | Емельян Фёдорович, аналитик КГБ                                         |
| 2018 | ф | Танки                                                         | инженер Шульц, специалист по танкам из Германии                         |
| 2018 | с | Чёрные бушлаты                                                | Дед, кукольник, бывший профессор академии                               |
| 2019 | с | Безсоновъ                                                     | Куракин-старший                                                         |
| 2019 | с | Гранд-3                                                       | священник                                                               |
| 2019 | с | Ленин. Неизбежность                                           | Имя персонажа не указано                                                |
| 2020 | с | Мёртвые души                                                  | надзиратель Неуважайкорыто                                              |
| 2020 | ф | Чистосердечное призвание                                      | Куракин                                                                 |
| 2022 | с | Детектив на миллион-4                                         | Илья Андреевич Егоров                                                   |
| 2022 | ф | Одиннадцать молчаливых мужчин                                 | хореограф                                                               |
| 2022 | с | Пазл                                                          | Илья Андреевич Стариков                                                 |
| 2023 | с | Два холма-2                                                   | Арнольд                                                                 |
| 2024 | с | Красный 5                                                     | Савельев                                                                |